# Diemtigen
Diemtigen és un municipi del cantó de Berna (Suïssa), situat a l'antic districte de Niedersimmental i a l'actual Frutigen-Niedersimmental.